# Жемчужников, Аполлон Александрович
Аполло́н Алекса́ндрович Жемчу́жников (1839—1891) — землевладелец Самарской губернии, земский деятель и издатель.

## Биография
Родился в 1839 году в дворянской семье Жемчужниковых.
Окончил юридический факультет Санкт-Петербургского университета со степенью кандидата.
В 1876 году в Санкт-Петербурге издавал газету «Молва» под редакцией князя В. В. Оболенского.
В 1878—1879 годах был одним из издателей журнала «Слово», вторым издателем был золотопромышленник К. М. Сибиряков. Публиковал в журнале свои стихи и публицистические заметки.
Когда 31 марта 1878 года судом присяжных была оправдана и освобождена из-под стражи В. И. Засулич, возбуждённая толпа молодежи у здания суда встретила её рукоплесканиями и понесла на руках. Жандармы, для которых оправдательный приговор явился полной неожиданностью, пытались оттеснить молодёжь и вновь арестовать осуждённую. В начавшейся стычке Засулич была увезена друзьями. За короткий срок она переменила несколько «приютов» и, по свидетельству Н. К. Буха, первоначально она была укрыта в квартире А. А. Жемчужникова.
Сотрудничал в «Отечественных записках» и газете «Голос». В последней поместил несколько корреспонденций из Самарской губернии на тему голода 1891—1892 годов, обративших на себя внимание общества и администрации.
Был членом Самарской губернской земской управы. В должности мирового судьи самарского округа пользовался популярностью среди жителей Самары.
В 1879 году привлекался к дознанию в связи с покушением А. К. Соловьева на Александра II. Кроме того, привлекался к дознанию по делу о найденных в Самарской фельдшерской школе фальшивых паспортах, а также по подозрению в печатании прокламаций в типографии газеты «Слово».
Скончался в Ялте в октябре 1891 года.

## Семья
Отец - Жемчужников Александр Аполлонович (ок. 1801-18.12.1871)

Мать - Жемчужникова (Тимашева) Александра Михайловна (01.11.1825-14.03.1900)

#### Сестры
Курбанова (Жемчужникова) Анна Александровна (18.12.1842- )

Жемчужникова (Жемчужникова) Ольга Александровна (10.07.1842- )

Трирогова (Жемчужникова) Софья Александровна (1857-1942)